# Poiana Sibiului
Poiana Sibiului é uma comuna romena localizada no distrito de Sibiu, na região histórica da Transilvânia. A comuna possui uma área de 23.47 km² e sua população era de 2661 habitantes segundo o censo de 2007.